# Evangelische Kirche (Forchheim)

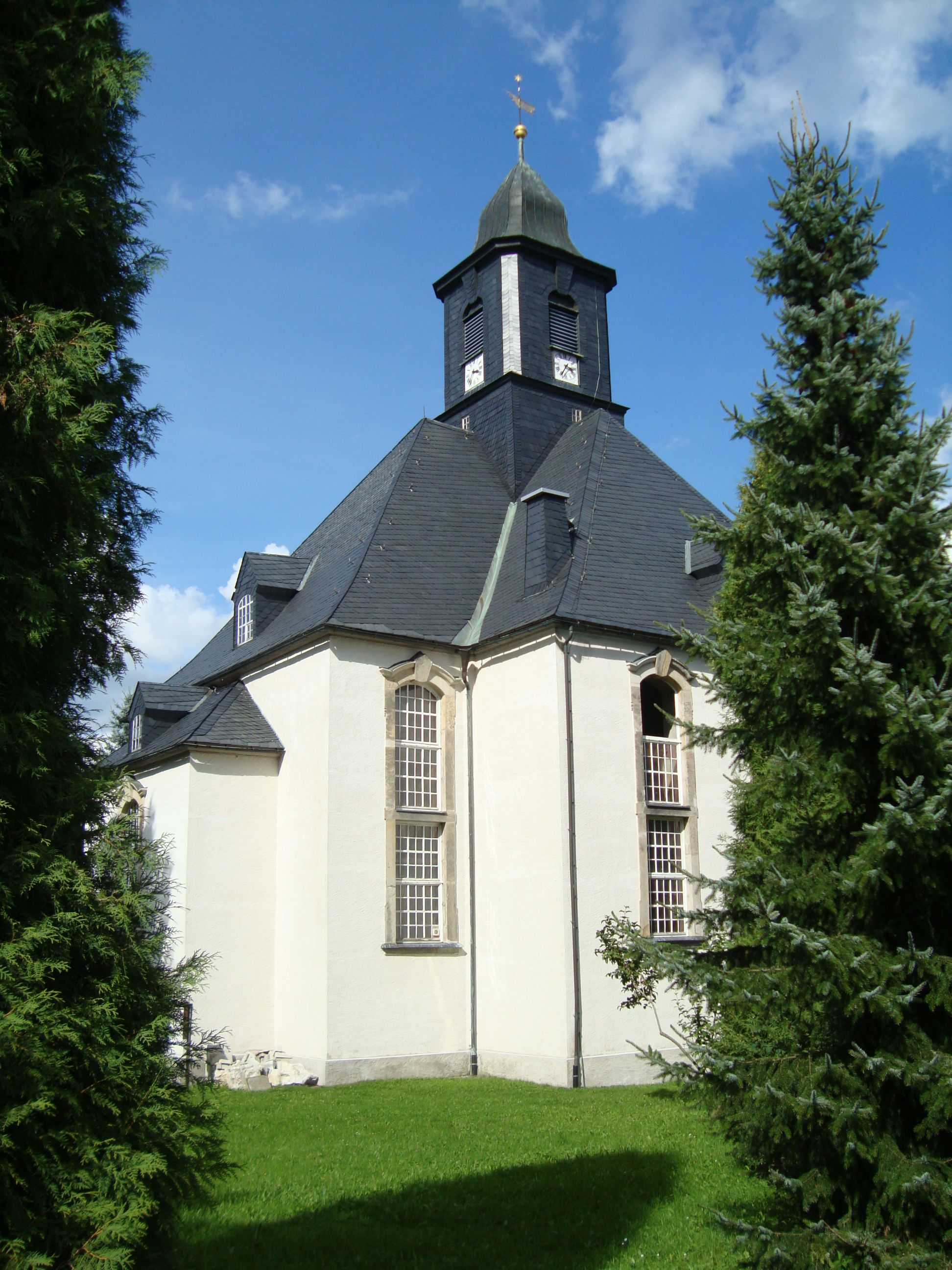
Kirche Forchheim

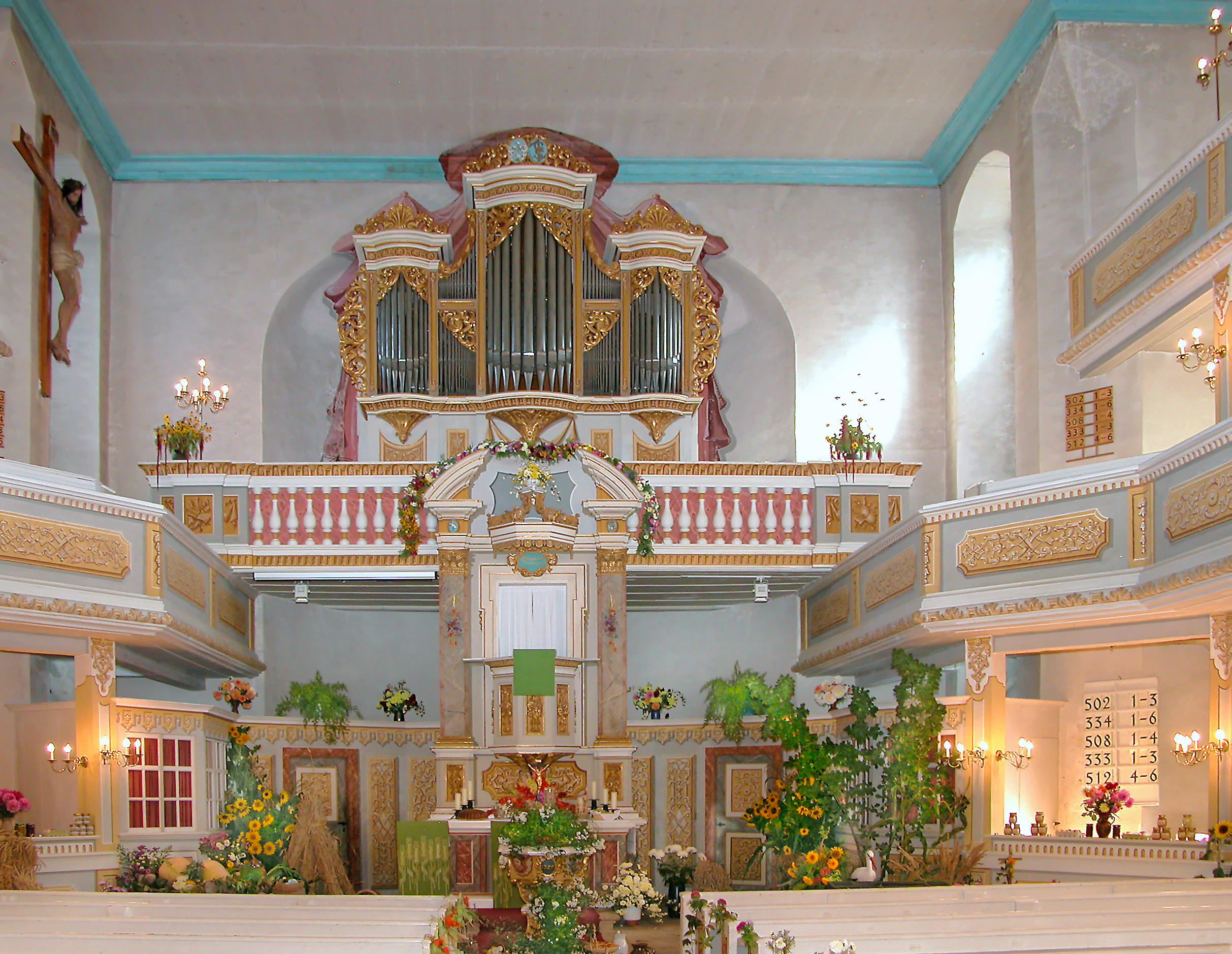
Forchheim, George-Bähr-Kirche mit Kanzelaltar und Silbermann-Orgel

Die Evangelische Kirche in Forchheim ist ein Kirchengebäude der Evangelisch-Lutherischen Landeskirche Sachsens in Forchheim, einem Ortsteil der sächsischen Stadt Pockau-Lengefeld im Erzgebirgskreis.

## Geschichte
Bereits um 1500 war der Ort eine eigenständige Parochie und behielt diesen Status auch nach der Reformation 1539. 1719–1726 wurde die heutige Kirche nach Plänen des Barock-Baumeisters George Bähr am Platz des Vorgängerbaus errichtet. Ermöglicht wurde der Bau durch ein Legat des Leipziger Kaufmanns Gotthard Schubart in Höhe von 1.500 Talern, wovon 800 Taler auf die Orgel entfielen.
Bei Restaurierungen in den Jahren 1964 bis 1976 wurden die Umbauten aus dem 19. Jahrhundert rückgängig gemacht und der ursprüngliche barocke Zustand wieder hergestellt. In den Jahren 1987 bis 1993 wurde die Kirche außen erneuert, 2010 wurde die Farbgebung des Innenraumes aufgefrischt.
Im Briefmarkenblock der Deutschen Post, der 2016 zur Erinnerung an George Bähr erschien, wird die Kirche in Forchheim als Werk dieses Meisters genannt.

## Baubeschreibung
Die Kirche ist eine Saalkirche mit achteckigem Grundriss in Form eines griechischen Kreuzes und wird gemeinhin als Vorläuferbau der Dresdner Frauenkirche angesehen.

## Ausstattung
Ein spätgotischer Flügelaltar, ein lebensgroßer Christuskorpus und Bornkinnel stammen noch aus dem Vorgängerbau. Gottfried Silbermann erhielt neben dem Auftrag zum Orgelbau zugleich auch den Auftrag, Altar, Kanzel und Taufstein mit auszuführen, daher trägt der Kirchenraum ein einheitliches barockes Gepräge.

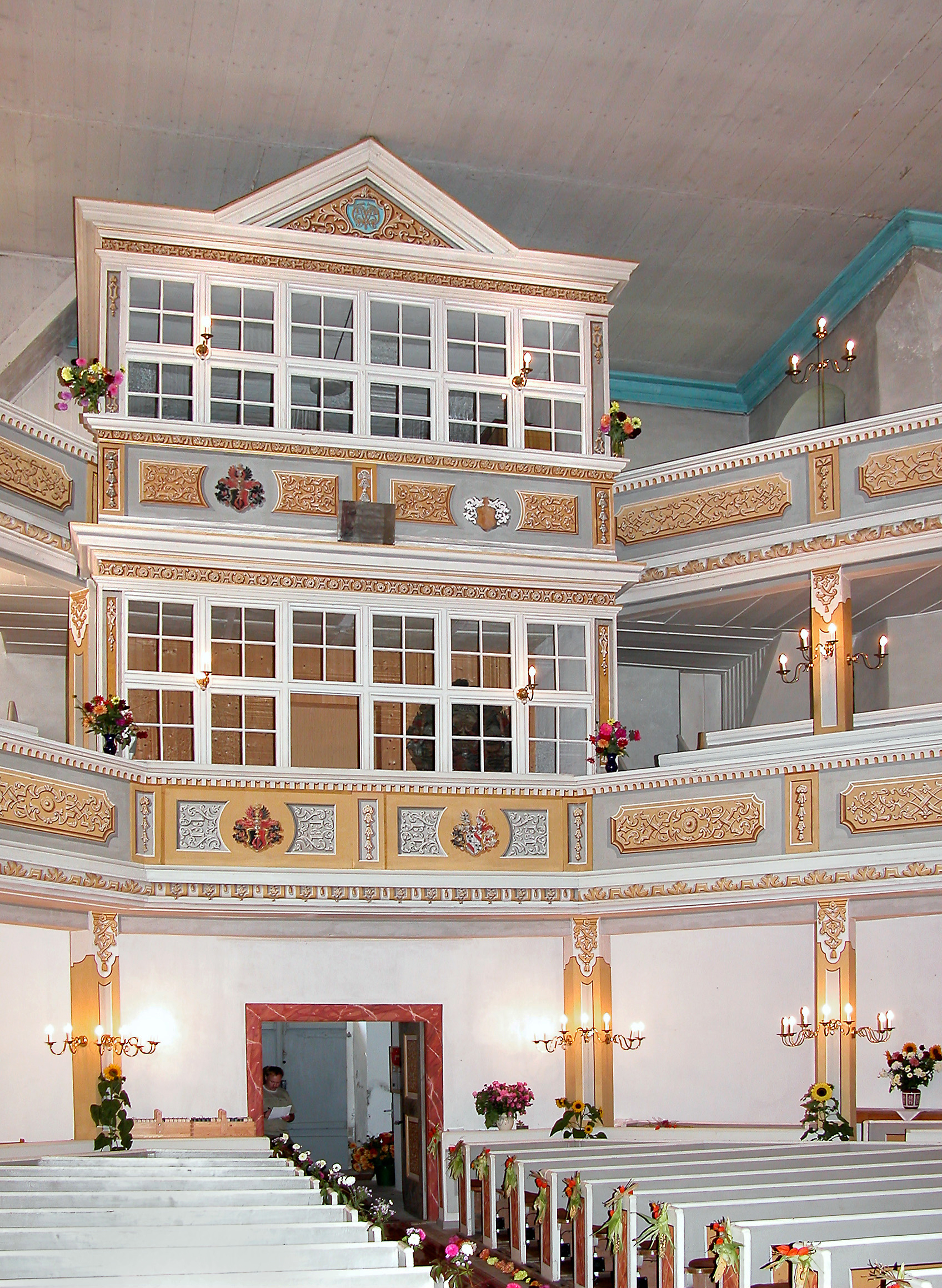
Forchheim, George-Bähr-Kirche, Patronatsloge

## Orgel

### Baugeschichte
Die bis heute weitgehend im Original erhaltene und bespielbare Orgel stammt von Gottfried Silbermann und wurde am 23. April 1726 der Gemeinde übergeben. Zur Erinnerung an das Legat befindet sich in der Bekrönung der Orgel Monogramm und Wappen der Familie Schubart.

### Umbauten und Restauration
Die Mängel, die das Instrument aufwies und wegen derer eine Restaurierung erforderlich wurde, sind nach Aussage des Orgelbauers Wieland Rühle weniger auf Verschleiß einiger Teile, kaum auf Materialermüdung und gar nicht auf Konstruktionsmängel oder gar klangliches Versagen zurückzuführen, sondern auf willkürliche Eingriffe späterer Generationen.
1784 erfolgte die erste Reparatur nach 58 Jahren. Christian Friedrich Göthel aus Borstendorf führte 1843 eine Reinigung, Stimmung und Ausbesserung durch, 1869 folgten vermutlich eine Reinigung und Stimmung durch Guido Hermann Schäf und 1883 kleinere Reparaturen und eine Balgreparatur durch Carl Eduard Schubert. Ein erster schwerwiegender Eingriff fand im Jahr 1910 statt: E. Lohse baute als neues Register Aeoline 8’ ein; die Orgel sollte klanglich erweitert werden. 1917 wurden die stummen Pfeifen des Prospektes abgeliefert, 1934 wieder stumme Prospektpfeifen eingebaut. Bei einem zweiten schweren Eingriff im Jahr 1936 wurde die Orgel um einen Halbton nach unten umgestimmt; alle Tasten wurden einem anderen Ventil zugeordnet, die technische Anlage (Traktur) verfälscht. Die Pedalklaviatur konnte nicht übernommen werden und ist seitdem verschollen. Alle originalen Pfeifen des Tones c3 mussten einer neuen pneumatischen Anlage weichen und wurden vernichtet. Die innere Architektur wurde verändert: Es erfolgte ein Umbau der Balganlage, Anschluss eines elektrischen Winderzeugers; danach war nur noch ein Balg angeschlossen; die Windversorgung blieb unbefriedigend. Nach 1974 folgte ein nochmaliger Umbau der Windanlage: der Einbau eines zusätzlichen Ausgleichsbalges; die Windversorgung blieb unvollkommen; der Einbau einer schaltbaren Pedalkoppel; teilweise Umbau des Regierwerkes für einen zusätzlichen Registerzug. Wann und warum die elfenbeinernen Zierknöpfchen der Registerzüge entfernt wurden, ist unklar. Die originalen Pedalabstrakten zu den Hauptwerksladen wurden durchtrennt und verkürzt. Die aus Rundeisen angefertigten Wellen für die Pedalkoppel veränderten die innere Architektur erheblich. Im Jahr 2001 wurde die Restaurierung der Orgel durch die Werkstatt für Orgelbau Wieland Rühle, Moritzburg, nach der Originalkonstruktion Silbermanns abgeschlossen. Einzige Ausnahme ist die Übernahme der Pedalkoppel. Alle Nachbeschaffungen, z. B. die 22 neuen Pfeifen des Tones c3 in den Manualen, erfolgten in Materialbeschaffenheit, Abmessungen, Formen und handwerklicher Ausarbeitung nach Vorbildern aus dieser Orgel.

### Disposition
| Hauptwerk CD–c3     |       |
| Prinzipal           | 8′    |
| Octava              | 4′    |
| Quintadena          | 8′    |
| Rohrflöte           | 8′    |
| Cornett III (ab c1) |       |
| Spitzflöte          | 4′    |
| Quinta              | 3′    |
| Octava              | 2′    |
| Mixtur IV           | 1 ⁄3′ |

| Oberwerk CD–c3 |        |
| Gedackt        | 8′     |
| Rohrflöte      | 4′     |
| Nassat         | 3′     |
| Octava         | 2′     |
| Tertia         | 1 3⁄5′ |
| Quinta         | 1 ⁄2′  |
| Sifflet        | 1′     |

| Pedal CD–e1  |     |
| Prinzipalbaß | 16′ |
| Oktavenbaß   | 8′  |
| Posaunenbaß  | 16′ |

- Koppeln: II/I (Manualschiebekoppel), I/P
- Nebenregister: Tremulant, Kalkantenklingel

Die Stimmtonhöhe beträgt a1=464,8 Hz (Chortonstimmung). Mit der Temperatur nach Silbermann-Sorge verfügt sie wieder über 8 besonders rein klingende Tonarten. Der Winddruck beträgt 80 mm WS.

## Glocken
Aus dem Vorgängerbau wurden zwei Glocken, datiert 1490 und 1491, übernommen.